# فرانكلين توماس باكوس
فرانكلين توماس باكوس هو محامي وسياسي أمريكي، ولد في 6 مايو 1813 في لي في الولايات المتحدة، وتوفي في 14 مايو 1870 في كليفلاند في الولايات المتحدة. نشط حزبياً في حزب اليمين والحزب الجمهوري. وقد انتخب مجلس نواب أوهايو وانتخب مجلس شيوخ أوهايو.